# Trachselwald (huyện)
Trachselwald là một huyện bang Berne. Thủ phủ ở lâu đài Trachselwald tại Trachselwald. Huyện này có 10 đô thị với tổng diện tích 191 km².

## Danh sách đô thị

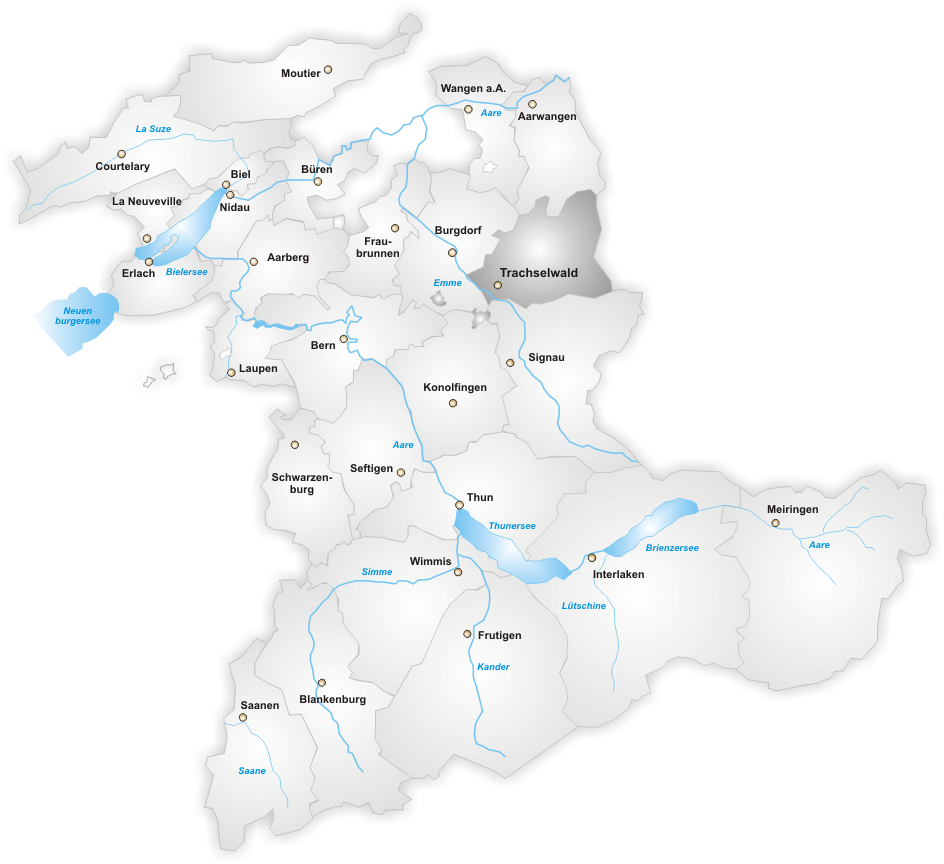
Huyện Trachselwald

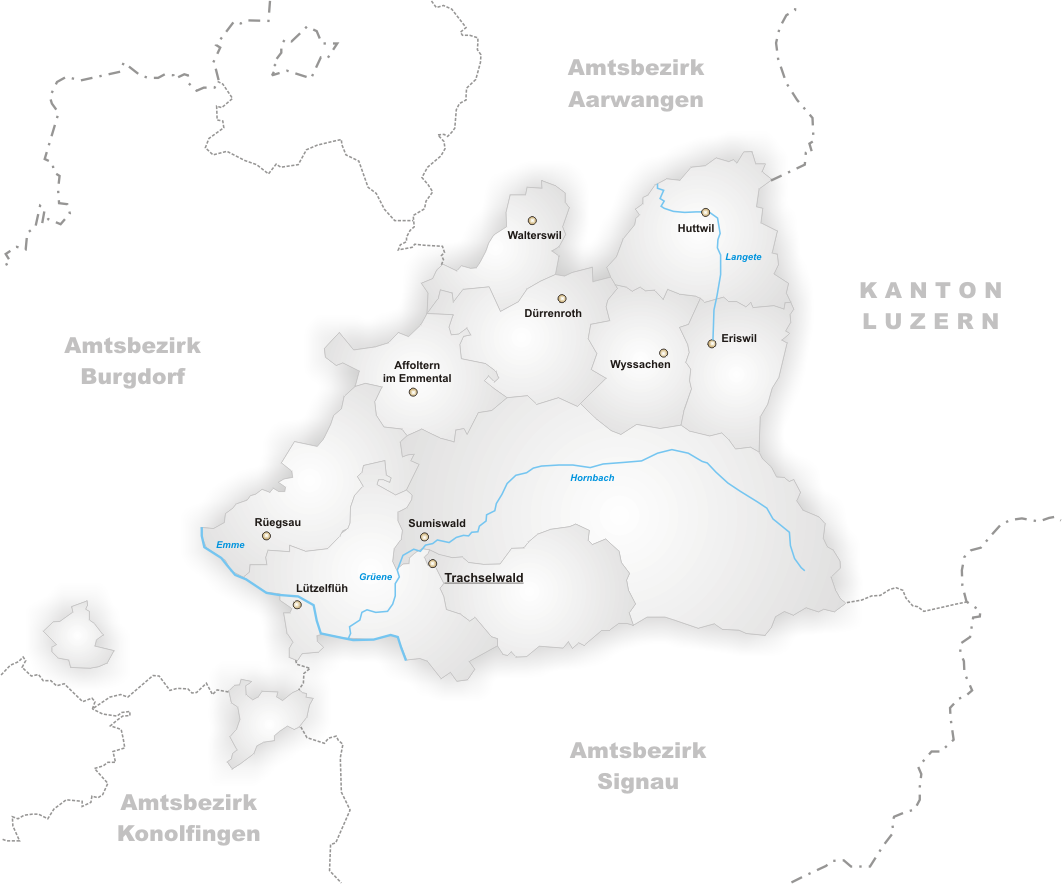
Các đô thị ở huyện Trachselwald

| Đô thị                | Dân số (2005) | Diện tích (km²) |
| --------------------- | ------------- | --------------- |
| Affoltern im Emmental | 1167          | 11,5            |
| Dürrenroth            | 1018          | 14,1            |
| Eriswil               | 1516          | 11,3            |
| Huttwil               | 4731          | 17.3            |
| Lützelflüh            | 4062          | 26.9            |
| Rüegsau               | 3047          | 15.1            |
| Sumiswald             | 5140          | 59.4            |
| Trachselwald          | 1058          | 16.0            |
| Walterswil (BE)       | 552           | 7,9             |
| Wyssachen             | 1227          | 11,8            |